# Dieter Kindlmann
Dieter Kindlmann (ur. 3 czerwca 1982 w Sonthofen) – niemiecki tenisista.

## Kariera tenisowa
W gronie profesjonalistów występował w latach 2001–2012.
W grze pojedynczej wygrał 4 turnieje rangi ATP Challenger Tour.
Najwyżej w rankingu ATP singlistów zajmował 130. miejsce (26 lipca 2004), a rankingu deblistów 317. pozycję (5 lipca 2010).

### Zwycięstwa w turniejach ATP Challenger Tour w grze pojedynczej
| Końcowy wynik | Nr | Data | Turniej       | Nawierzchnia    | Przeciwnik        | Wynik finału   |
| ------------- | -- | ---- | ------------- | --------------- | ----------------- | -------------- |
| Zwycięzca     | 1. | 2003 | Aschaffenburg | Ceglana         | Marcello Craca    | 6:3, 6:4       |
| Zwycięzca     | 2. | 2004 | Oberstaufen   | Ceglana         | Jean-René Lisnard | 6:7, 6:2, 6:4  |
| Zwycięzca     | 3. | 2005 | Wolfsburg     | Dywanowa (hala) | Tobias Summerer   | 7:5, 4:1 krecz |
| Zwycięzca     | 4. | 2008 | Nowe Delhi    | Twarda          | Joshua Goodall    | :6, 6:3        |

### Starty wielkoszlemowe (gra pojedyncza)
| Turniej          | 2005  | 2006  | 2007  | 2008  | 2009  | 2010  | 2011  | Wygrane turnieje | Bilans w turnieju |
| ---------------- | ----- | ----- | ----- | ----- | ----- | ----- | ----- | ---------------- | ----------------- |
| Australian Open  | 1R    | –     | –     | –     | 1R    | 1R    | –     | 0 / 3            | 0–3               |
| French Open      | –     | 2R    | –     | –     | –     | 1R    | –     | 0 / 2            | 1–2               |
| Wimbledon        | –     | –     | –     | –     | –     | –     | –     | 0 / 0            | 0–0               |
| US Open          | –     | –     | –     | –     | 1R    | –     | –     | 0 / 1            | 0–1               |
| Wygrane turnieje | 0 / 1 | 0 / 1 | 0 / 0 | 0 / 0 | 0 / 2 | 0 / 2 | 0 / 0 | 0 / 6            | N/A               |
| Bilans spotkań   | 0–1   | 1–1   | 0–0   | 0–0   | 0–2   | 0–2   | 0–0   | N/A              | 1–6               |